# Вулиця Пролетарська (Євпаторія)
Пролетарська вулиця — вулиця у місті Євпаторія. Пролягає від вулиці Дьомишева до вулиці імені Володі Дубініна. Знаходиться у старій частині міста.

## Історія
Колишня назва вулиці — Поліцейська, на честь поліцейського управління, що знаходилось на вулиці.

## Пам'ятки архітектури та історії
- № 1 — будинок Брєдіхіна кінця XIX століття[2].
- № 7 — будинок Карла Бейлера 1894 року[2][3].